# Platysphinx piabilis
Platysphinx piabilis là một loài bướm đêm thuộc họ Sphingidae. Nó được tìm thấy ở Savanna và other open habitats ở miền nam và miền đông Châu Phi.
Chiều dài cánh trước là 58–62 mm đối với con đực và 60–65 mm đối với con cái. 